# Kaliopi
Kaliopi Bukleska (en arumano: Caliopi Bucleska, en idioma macedonio: Калиопи Буклеска; Ohrid, 28 de diciembre de 1966), más conocida como Kaliopi, es una popular cantante y compositora de Macedonia del Norte. Ha representado dos veces (2012 y 2016) a su país en el Festival de Eurovisión.

## Biografía

### Juventud y formación musical
De raíces arumanas y macedonias, siempre mostró interés por la música desde temprana edad. En 1976 participó en el festival infantil macedonio Zlatno Slavejče con la canción "Tebe majka ceka" de Tereza Kesovija, asegurándose el primer lugar. Posteriormente, entre 1978 y 1980, salió de gira junto con el coro de Zapro Zaprov "Razvigorče" recorriendo Checoslovaquia, Eslovenia y Austria.
Años más tarde, estudió canto durante cuatro años, para luego en 1984 continuar su formación en la Academia de música de Blagoja Nikolovski. Ese mismo año, obtuvo el tercer lugar en un concurso de canto yugoslavo, destacándose como la intérprete más joven de música clásica de ese certamen al tener 18 años. Más tarde, Kaliopi se une a una banda, que años más tarde llevaría su nombre, grabando sus primeros singles "Tomi" y "Me da nemoj budis" (No me despiertes).

### Éxito profesional
En 1985 participó en el Festival Opatija como parte del grupo Kaliopi, obteniendo el premio a la mejor intérprete, otorgado por la prensa yugoslava. En 1986 la banda publicó su primer álbum para la RTV Ljubljana llamado Kaliopi. Ese mismo año, la banda participó en el Festival de Split (Croacia), donde obtuvo el premio a artista revelación por la canción "Da mora zna" (Si el mar supiera), la que también se prolcamó como la canción más popular en las radio
emisoras de ese país. En 1988 la banda sacó su segundo álbum de estudio, Rodjeni (Nacer), producido en Zagreb, que los catapultó al éxito gacias a los sencillos "Bato", "Kofer ljubani", "Da more zna", "Ostani u meni" y "Nebo mi sja", entre otros.
Llegado el éxito, la banda realizó variadas presentaciones en festivales y programas de televisión en Yugoslavia, así por una extensa gira que recorrió toda la Unión Soviética. El la cima de su popularidad, Kaliopi y su hasta entonces esposo y fundador de la banda Romeo Girl, se trasladaron a Suiza, lo que produjo el quiebre de la banda y 10 años de ausencia en la escena musical.

### Participaciones en Eurovisión
En 1996, Kaliopi vuelve a los escenarios, escogiendo para ello el prestigioso Skopje Fest, interpretando la canción "Samo ti" (Solo tú) se alzó con la victoria gracias a la decisión del público y de un jurado de expertos. Desde ese mismo año (y desde entonces), el festival fue utilizado como procedimiento de selección para escoger al representante de Macedonia en el Festival de la Canción de Eurovisión. Se suponía que Kaliopi sería la primera representante del país en el certamen europeo, sin embargo, no logró pasar las etapas pre-clasificatorias, por lo que la cantante no pudo pisar el escenario de Oslo. Dos años más tarde, en 1998, Kaliopi se presentó al Skopje Fest, preselección macedonia para el festival de aquel año, llegando a la final el día 7 de marzo con la canción "Ne Zaborabaj" terminando en novena posición.
Kaliopi también se presentó a la preselección nacional realizada por la MKRTV para el Festival de la Canción de Eurovisión 2002 con la canción "Pesna za nas" (Canción sobre nosotros) llegando a ocupar la 5º posición.
Tres años después, la artista se presenta a la preselección nacional de Eurovisión 2005, pasando la primera fase de selección. Sin embargo, días después, decide retirarse de la competencia.
En 2009 intento de nuevo representar a la República de Macedonia junto a Naum Petreski quedó 2º con 18 puntos a un 1 de la ganadora, Next time.

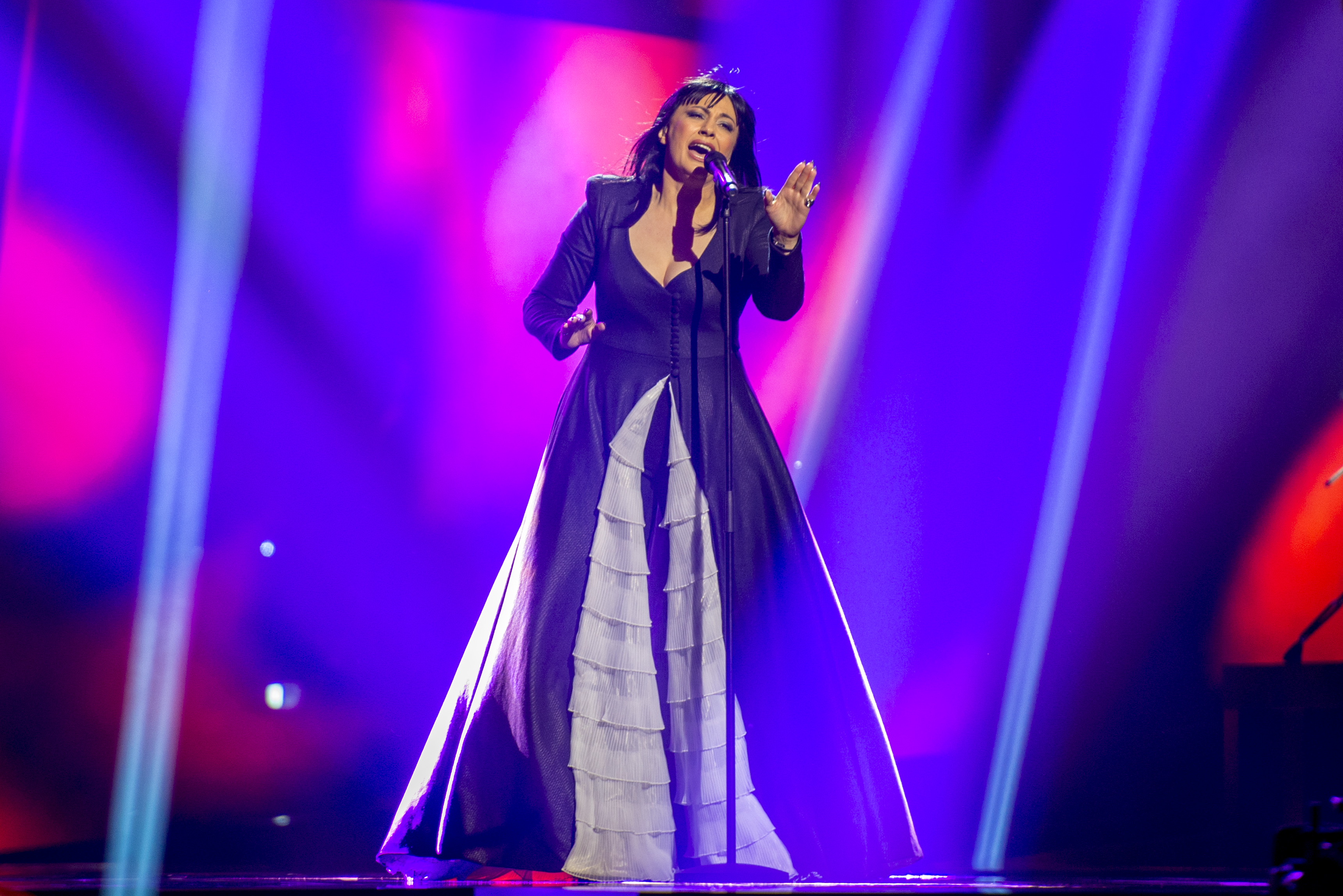
Kaliopi en el Festival de la Canción de Eurovisión 2016.

La artista fue escogida por la televisión pública de Macedonia para representar al país en Eurovisión 2012 que se celebró en Bakú, la capital de Azerbaiyán, pasando la semifinal y quedando en el puesto 13 con 71 puntos. En noviembre de 2015 fue elegida internamente para representar de nuevo a Macedonia en Eurovisión 2016, festival que se celebró el 10, 12 y 14 de mayo de 2016, esta vez no clasificar a la final y terminando en 11º posición en la segunda semifinal.